# Anders Andreassen
Anders Andreassen (født 22. maj 1944 i Kuummiit) en grønlandsk politiker for Siumut og politibetjent. Han har blandt andet været landsstyremedlem for bygder i Grønlands første Landstyre 1979-1983, borgmester i Ammassalik Kommune 1993-1997 og formand for Landstinget 1997-1999.

## Familie
Anders Andreassen er søn af forfatteren Elisa Maĸe, født Andreassen (1916–2007) og dermed dattersøn af kunstneren Kârale Andreassen (1890–1934). Han blev født uden for ægteskab som følge af sin mors affære med en amerikansk marinesoldat. Hans mor giftede sig i 1947 med bådkaptajn Jakob Maĸe (1917–1986). Han blev den 9. marts 1968 gift med butiksejer Sørine Chemnitz (1945–1994). Siden hendes død har han haft et forhold med Rosa Jensen (født 1967), datter af Leif Jensen og dennes kone Irine (død 1997).

## Uddannelse, erhverv og politisk karriere
Anders Andreassen gennemførte en handelsuddannelse i Helsinge i Danmark fra 1961 til 1965. Herefter arbejdede han hos Anva i 1966, før han flyttede tilbage til Grønland og fik arbejde som politibetjent. I 1968 arbejdede han hos Den Kongelige Grønlandske Handel i Sisimiut, men vendte derefter tilbage til politiet fra 1969 til 1979.
Han stillede op til valget til Grønlands Landsråd i 1975 og blev valgt i Ammassalik-kredsen (nu Tasiilaq). Fire år senere stillede han op til en plads i det nystiftede Grønlands Landsting ved valget i 1979 og blev valgt ind. Han blev derefter udnævnt til landsstyremedlem for bygder i Regeringen Jonathan Motzfeldt I. Ved landstingvalget i 1983 blev han besejret af Jakob Sivertsen og forlod Landstingt. Han stillede også op ved valgene i 1984, 1987 og 1991, men blev hver gang besejret af Jakob Sivertsen i Tasiilaq-kredsen
Efter at have forladt parlamentet arbejdede han igen som politibetjent i Tasiilaq fra 1983 til 1985, før han flyttede til Paamiut og ledede politistationen der indtil 1988. I 1990 blev han bygderådgiver for KNI i Ammassalik Kommune. I 1992 blev han vicedistriktschef og i 1993 distriktschef.
I 1993 blev han udnævnt til borgmester i Ammassalik Kommune efter allerede at have siddet i kommunalbestyrelsen. Jakob Sivertsen vandt også Atassuts kredsmandat ved valget i 1995, men Anders Andreassen kunne via et tillægsmandat komme tilbage i Landstinget. Han trådte tilbage som borgmesteri 1997 og blev i september 1997 udnævnt til formand for Landstinget som efterfølger for Jonathan Motzfeldt. Han blev genvalgt ved landstingsvalget i 1999, men blev afløst som landstingsformand af Johan Lund Olsen. Ved valget i 2002 fik han kun 66 stemmer og forlod Landstinget. Ved kommunalvalget i 2005 blev han kun 3. stedfortræder for SIumut i Ammassalik Kommune og afsluttede derefter sin politiske karriere.
Fra 1975 til 1983 var han medlem af bestyrelsen i Grønlandsfly og fra 1992 til 1995 i KNI Service. I 1999 blev han formand for bestyrelsen for KNI.

## Hæder
Den 26. august 1994 blev han hædret med Nersornaat i sølv. Den 21. juni 1998 fik han også Nersornaat i guld. Han blev også udnævnt til ridder af Dannebrogordenen i august 1997.